# El Tejón
El Tejón är en ort i Mexiko.   Den ligger i kommunen Acaponeta och delstaten Nayarit, i den centrala delen av landet, 700 km nordväst om huvudstaden Mexico City. El Tejón ligger 6 meter över havet och antalet invånare är 358.
Terrängen runt El Tejón är huvudsakligen platt, men norrut är den kuperad. Runt El Tejón är det ganska glesbefolkat, med 32 invånare per kvadratkilometer. Närmaste större samhälle är Acaponeta, 19,8 km öster om El Tejón. Omgivningarna runt El Tejón är en mosaik av jordbruksmark och naturlig växtlighet.